# Sebastian Korda
Sebastian Korda (Bradenton, Florida, 5 de juliol de 2000) és un tenista professional estatunidenc. Fins al moment, el rànquing ATP més alt de la seva carrera en individuals, el 23.º, el va aconseguir el 5 de gener de 2024. Ha guanyat un torneig ATP, el Torneig de Parma el 2021. També va guanyar el títol júnior en l'Obert d'Austràlia el 2018, vint anys després que el seu pare, Petr Korda, guanyés el títol de l'Obert d'Austràlia sènior.

## Primers anys i família esportista
Sebastian Korda és fill del tenista chec Petr Korda i de la exjugadora Top 30 Regina Rajchrtová. El seu pare fou campió de l'Abierto de Australia i finalista de Roland Garros en individuals i en dobles. Les germanes grans de Sebastian, Jessica i Nelly, són professionals del golf LPGA. Korda va créixer jugant a l'hoquei sobre gel des dels 3 anys, però es va canviar al tenis als 9 anys després d'acompanyar al seu pare a l'US Open de 2009. Als 11 anys d'edat va guanyar un torneig de golf a Praga, en el que també va competir la seva germana Nelly.

## Carrera professional

### 2018: Debut en l'ATP
Al gener va guanyar el títol de l'Obert d'Austràlia 2018 júnior.
Korda va fer el seu debut en el quadre principal de l'ATP en l'Obert de Nova York com a convidat. Va perdre en la primera ronda davant Frances Tiafoe en tres sets.

### 2020: Màsters 1000 i debut en els Gran eslam dels EUA i França
Korda va fer el seu debut en un Màsters 1000 com a classificat en el Western & Southern Open previ a l'Open USA. Korda va fer el seu debut en un Gran eslam com a convidat en l'Open USA 2020, on va ser derrotat per Denis Shapovalov.
Com a classificat, Korda va arribar a la quarta ronda de l'Obert de França després de vèncer a Andreas Seppi, al preclassificat 21, John Isner i al classificat de la prèvia, Pedro Martínez. Va perdre davant Rafael Nadal, campió per tretzena vegada.

### 2021: Quartfinalista de Màster 1000, primer títol ATP, debut entre els 50 millors i quarta ronda de Wimbledon
Korda va aconseguir la seva primera final ATP en el Delray Beach Open. Va perdre davant Hubert Hurkacz en set seguits 3-6, 3-6.
Korda va disputar un altre gran torneig al Miami Màsters, on va aconseguir el seu primer quarts de final d'uns Màsters 1000. Va vèncer al desè cap, Fabio Fognini en tres sets, al dissetè, Aslan Karatsev i va anotar la seva primera victòria entre els deu primers contra Diego Schwartzman. Va perdre davant el quart cap, Andrey Rublev, en els quarts de final.
Al maig, Korda va aixecar el seu primer títol d'individuals ATP Tour a l'Emília-Romagna Open, un torneig ATP 250 jugat per primera vegada en 2021 a causa del retard d'una setmana de l'Obert de França de 2021. Va vèncer a Marco Cecchinato en la final i no va perdre un set en tot el torneig. També es va convertir en el primer tenista estatunidenc a guanyar en l'argila europea des de Sam Querrey en 2010. Com a resultat d'aquesta brillant carrera, va aconseguir posat 50 ATP.
Al juny en el Trobi Open, el seu primer esdeveniment ATP en herba, Korda va obtenir la seva segona victòria entre els 10 primers contra el sisè cap, Roberto Bautista Agut a més de vèncer a Kei Nishikori en el seu camí als quarts de final, on va perdre davant l'eventual campió Ugo Humbert. Una setmana després, en el seu debut en el Campionat de Wimbledon, Korda va aconseguir la quarta ronda per primera vegada en la seva carrera després de derrotar al 15.º cap de sèrie, Álex de Miñaur, al classificat Antoine Hoang i al 22.º cap, Dan Evans. No obstant això, va perdre en la quarta ronda davant el cap 25, Karen Khachanov en cinc disputats sets, amb 10-8 en el cinquè set després de tretze trencaments de servei.

### 2022: Obert d'Austràlia i tres terceres rondes de Màsters, top 30
Korda va començar la seva temporada 2022 jugant en l'Open d'Austràlia. En el seu debut, va sorprendre el número 12 del món, Cameron Norrie, en la primera ronda per a aconseguir la seva primera victòria en aquest esdeveniment. A continuació, va derrotar a Corentin Moutet en la segona ronda en un ajustat partit a cinc sets amb un desempat en el cinquè set per a aconseguir la tercera ronda per primera vegada en aquest Major. En la tercera ronda, va perdre davant el 19è cap de sèrie i número 21 del món, Pablo Carreño Busta.
Com a cinquè cap de sèrie en l'Obert de Delray Beach, Korda va aconseguir els quarts de final, on va ser derrotat pel primer cap de sèrie i fet i fet campió, Cameron Norrie. A Acapulco, va ser derrotat en primera ronda per Dušan Lajović. Representant als EUA en l'eliminatòria de Copa Davis contra Colòmbia, va vèncer a Nicolás Mejía en el seu debut. Al final, els EUA va guanyar l'eliminatòria a Colòmbia per 4-0 i va passar a la final de la Copa Davis. Al març, va competir en el BNP Paribas Open. Va derrotar al classificat Thanasi Kokkinakis en primera ronda. En segona ronda, es va enfrontar al quart cap de sèrie, ex número 1 del món i tres vegades campió, Rafael Nadal. Malgrat servir un pa en el segon set i liderar 5-2 en el set final, va perdre davant l'eventual finalista en un tiebreak del tercer set. En l'Obert de Miami, va ser eliminat del torneig en tercera ronda per Miomir Kecmanović.